# أليكساندر بيريس
أليكساندر بيريس دو ناسيمينتو (بالإسبانية: Alexandre Pires do Nascimento)‏ ويعرف فنيا بالاختصار أليكساندر بيريس (بالإسبانية: Alexandre Pires)‏ (8 يناير 1976 بميناس جرايس، البرازيل)، هو مغن مؤلف برازيلي. كان بيريس المغني السابق لفرقة فقط ليكون العكس (بالإسبانية: Só Pra Contrariar)‏ الذي انظم إليها أواخر 1980.

## حياته
بدأ بيريس حياته المهنية بلعب نوع جديد من السامبا يسمى بباغودي بالإنجليزية. انظم إلى فرقة فقط ليكون العكس (بالإسبانية: Só Pra Contrariar)‏ أواخر الثمانينيات التي أصدرت عدة ألبومات ناجحة منها ألعاب الحب (بالإسبانية: Juegos de Amor)‏ سنة 1998 الذي يتضمن الأغنية المشهورة سانتو سانتو (بالإسبانية: Santo Santo)‏ بجانب جلوريا إستيفان والذي حقق مبيعات قدرت ب3.200.000 نسخة.
في 3 يوليو 2001، أصدر بيريس أول ألبوم خاص بإسمه أليكساندر بيريس  ولاقى نجاحا. وتابع في إصدار الألبومات باللغة البرتغالية والإسبانية.
في 2007، أصدر ألبوم تحية للمغني إسباني خوليو إجلسياس، وفي نفس السنة قام بديو مع كيكا إدغار في أغنية Junto A Ti في التيلينوفيلا تحت زمام الحب (بالإسبانية: Bajo las Riendas del Amor)‏.

## ديسكوغرافيا

### الألبومات
- 2001: أليكساندر بيريس (بالإسبانية: Alexandre Pires)‏
- 2002: حياتي، الموسيقى (بالإسبانية: Minha Vida, Minha Música)‏
- 2003: دليل النجوم (بالإسبانية: Estrella Guía)‏
- 2004: المتكلم (بالإسبانية: Alto-Falante)‏
- 2005: السامبا الخاصة بي (بالإسبانية: Meu Samba)‏
- 2007: إلى ملاك (بالإسبانية: A Un Idolo)‏
- 2010: (بالإسبانية: Mais Além)‏
- 2015: الخطيئة الأصلية (بالإسبانية: Pecado Original)‏

## الجوائز والترشيحات
| السنة | الجائزة                           | الفئة                               | عن                    | النتيجة |
| ----- | --------------------------------- | ----------------------------------- | --------------------- | ------- |
| 2000  | جائزة غرامي اللاتينية             | أفضل ألبوم بوب من طرف ثنائي أو فرقة | سانتو سانتو           | رُشِّح     |
| 2002  | جوائز بيلبورد اللاتينية الموسيقية | أفضل ألبوم بوب في السنة؛ مغني صاعد  | أليكساندر بيريس       | رُشِّح     |
| 2002  | جوائز Lo Nuestro                  | أفضل مغني بوب صاعد                  | أليكساندر بيريس       | رُشِّح     |
| 2003  | جوائز بيلبورد اللاتينية الموسيقية | أفضل مغني للسنة                     | أليكساندر بيريس       | فوز     |
| 2003  | جائزة غرامي اللاتينية             | أفضل ألبوم للسنة                    | دليل النجوم           | رُشِّح     |
| 2003  | جائزة غرامي اللاتينية             | أفضل ألبوم بوب من طرف ذكر           | دليل النجوم           | رُشِّح     |
| 2004  | جوائز Lo Nuestro                  | أفضل مغني بوب ذكر للسنة             | أليكساندر بيريس       | رُشِّح     |
| 2013  | جائزة غرامي اللاتينية             | أفضل ألبوم سامبا                    | Eletrosamba - Ao Vivo | فوز     |